# Куинн, Райан
Ра́йан Куи́нн (англ. Ryan Quinn; род. 29 января 1978, О-Клэр) — американский кёрлингист.
В составе мужской сборной США участник чемпионата мира 2000. Чемпиона США среди мужчин (2000).
Играл в основном на позиции третьего.
Начал заниматься кёрлингом в 1986 в возрасте 8 лет.

## Достижения
- Чемпионат США по кёрлингу среди мужчин: золото (2000), серебро (2001).
- Американский олимпийский отбор по кёрлингу: серебро (2001).
- Чемпионат мира по кёрлингу среди юниоров: бронза (1994).

## Команды
| Сезон   | Четвёртый      | Третий      | Второй      | Первый        | Запасной                                 | Турниры                       |
| ------- | -------------- | ----------- | ----------- | ------------- | ---------------------------------------- | ----------------------------- |
| 1993—94 | Майк Пеплински | Крейг Браун | Ryan Braudt | Кори Уорд     | Райан Куинн                              | ЧМЮ 1994                      |
| 1994—95 | Майк Пеплински | Крейг Браун | Ryan Braudt | Кори Уорд     | Райан Куинн                              | ЧМЮ 1995 (5 место)            |
| 1999—00 | Крейг Браун    | Райан Куинн | Джон Брант  | Джон Данлоп   | Стив Браун (ЧМ) тренер: Дайан Браун (ЧМ) | ЧСША 2000 · ЧМ 2000 (4 место) |
| 2000—01 | Крейг Браун    | Райан Куинн | Джон Брант  | Джон Данлоп   |                                          | ЧСША/АООК 2001                |
| 2002—03 | Райан Куинн    | Кори Уорд   | Джон Брант  | Doug Anderson |                                          | ЧСША 2003 (8 место)           |
| 2003—04 | Крейг Браун    | Райан Куинн | Кори Уорд   | Mitch Marks   |                                          |                               |

(скипы выделены полужирным шрифтом)